# Gamma Leporis
Gamma Leporis (γ Lep / 13 Leporis) es una estrella en la constelación de Lepus cercana al sistema solar, a solo 29,2 años luz de distancia, miembro de la asociación estelar de la Osa Mayor.
Gliese 190, a 4 años luz, es la estrella conocida más próxima a ella.
Gamma Leporis es un sistema estelar cuya componente principal, Gamma Leporis A (HD 38393 / HR 1983), es una estrella blanco-amarilla de tipo espectral F6V, similar a Zavijava (β Virginis) y también, aunque en menor medida, al Sol.
Tiene una temperatura efectiva de 6440 K y su masa es un 25% mayor que la masa solar.
Brilla con magnitud aparente +3,59 y su luminosidad es de 2,3 soles.
Muestra una elevada metalicidad, aproximadamente un 70% mayor que la del Sol.
Su velocidad de rotación proyectada es igual o superior a 11 km/s, completando una vuelta en menos de 5,6 días.
Gamma Leporis B (HD 38392 / HR 1982), separada una distancia de al menos 864 UA de la componente A, es una enana naranja de tipo K2V.
Con una temperatura superficial de 5000 K, es un 17% menos masiva que el Sol.
Su período de rotación es de 17 días.
Tiene un 29% de la luminosidad del Sol y muestra emisión en el infrarrojo, lo que indica la existencia de un tenue disco circunestelar.
Está catalogada como variable BY Draconis y recibe el denominación de variable AK Leporis.
Ambas estrellas son jóvenes, con una edad inferior a 1000 millones de años.
Una tercera estrella, a la que se llamó Gamma Leporis C, no está físicamente unida al par AB.
Gamma Leporis ha sido seleccionada entre los objetivos prioritarios del Terrestrial Planet Finder (TPF) para la búsqueda de planetas terrestres que puedan albergar vida.